# Longeville-sur-la-Laines
Pour les articles homonymes, voir Longeville (homonymie).
Longeville-sur-la-Laines est une ancienne commune française située dans le département de la Haute-Marne, en région Champagne-Ardenne.

## Géographie
La commune était traversée par la Laines.

### Lieux dits et écarts
Hameau de Boulancourt, la Gare, la Marnière, la Vacherie, les Grandes Chaudières, le Désert, les Sellières, le Pré-Godot et Grammont.

## Histoire
Le nom Longeville-sur-la-Laines est récent. Avant 1924, la commune s'appelait Longeville, Longa Villa quand on remonte au Moyen Âge. Ce nom caractérise la forme du village qui s'étale le long (« Longe- ») d'une route principale sur près de 3 kilomètres.
Par un arrêté préfectoral du 21 décembre 2015, Longeville-sur-la-Laines s'est regroupée avec les communes  de Droyes, Louze et Puellemontier qui deviennent des communes déléguées de la nouvelle commune de Rives Dervoises ainsi créée. Son chef-lieu est fixé à Puellemontier.

## Politique et administration

### Liste des maires
| Période                                  | Période   | Identité      | Étiquette | Qualité            |
| ---------------------------------------- | --------- | ------------- | --------- | ------------------ |
| Les données manquantes sont à compléter. |           |               |           |                    |
|                                          |           | Malservet ?   |           |                    |
|                                          |           | Nottat        |           |                    |
|                                          |           | Bourgeois     |           |                    |
|                                          |           | Nottat        |           |                    |
|                                          |           | Loré          |           |                    |
| 1870                                     | 1914      | Jules Persin  |           |                    |
| 1919                                     | 1945      | Paul Dumaine  |           | Député (1928-1932) |
| 1945                                     | 1962      | Louis Regnaut |           |                    |
| 1962                                     | août 1975 | André Lavigne |           |                    |
| septembre 1975                           | mars 1989 | Jean Coignart |           |                    |
| mars 1989                                | mars 2008 | Serge Dhyevre |           |                    |
| mars 2008                                | En cours  | Michel Martin |           |                    |

## Population et société

### Démographie
L'évolution du nombre d'habitants est connue à travers les recensements de la population effectués dans la commune depuis 1793. À partir du 1er janvier 2009, les populations légales des communes sont publiées annuellement dans le cadre d'un recensement qui repose désormais sur une collecte d'information annuelle, concernant successivement tous les territoires communaux au cours d'une période de cinq ans. 
Pour les communes de moins de 10 000 habitants, une enquête de recensement portant sur toute la population est réalisée tous les cinq ans, les populations légales des années intermédiaires étant quant à elles estimées par interpolation ou extrapolation. Pour la commune, le premier recensement exhaustif entrant dans le cadre du nouveau dispositif a été réalisé en 2004,.
En 2013, la commune comptait 442 habitants, en évolution de −1,12 % par rapport à 2008 (Haute-Marne : −2,45 %, France hors Mayotte : +2,49 %).
| 1793 | 1800 | 1806 | 1821 | 1831 | 1836 | 1841 | 1846 | 1851 |
| ---- | ---- | ---- | ---- | ---- | ---- | ---- | ---- | ---- |
| 620  | 800  | 750  | 710  | 803  | 799  | 784  | 834  | 878  |

| 1856 | 1861 | 1866 | 1872 | 1876 | 1881 | 1886 | 1891 | 1896 |
| ---- | ---- | ---- | ---- | ---- | ---- | ---- | ---- | ---- |
| 822  | 804  | 823  | 830  | 840  | 795  | 804  | 774  | 767  |

| 1901 | 1906 | 1911 | 1921 | 1926 | 1931 | 1936 | 1946 | 1954 |
| ---- | ---- | ---- | ---- | ---- | ---- | ---- | ---- | ---- |
| 761  | 669  | 646  | 552  | 502  | 532  | 535  | 520  | 476  |

| 1962 | 1968 | 1975 | 1982 | 1990 | 1999 | 2004 | 2009 | 2013 |
| ---- | ---- | ---- | ---- | ---- | ---- | ---- | ---- | ---- |
| 505  | 498  | 408  | 386  | 410  | 419  | 428  | 458  | 442  |

## Culture locale et patrimoine

### Lieux et monuments
- Domaine de Boulancourt (ancienne abbaye).
- Abbaye du Lieu-des-Dames de Boulancourt.
- Église Sainte-Marie de Longeville-sur-la-Laines.

### Personnalités liées à la commune
- Sainte Émeline, ermite religieuse fêtée localement le 27 octobre[8].